# Сабля мамлюкского типа

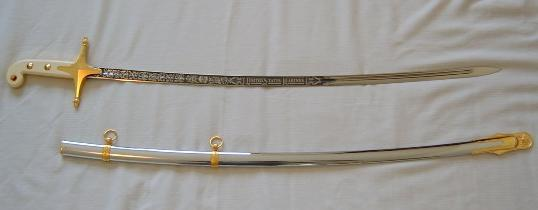
Современная американская сабля мамлюкского типа, используемая в военно-морском флоте

Сабли мамлюкского типа — тип сабель, применявшийся в странах Европы с начала XIX века.

## История

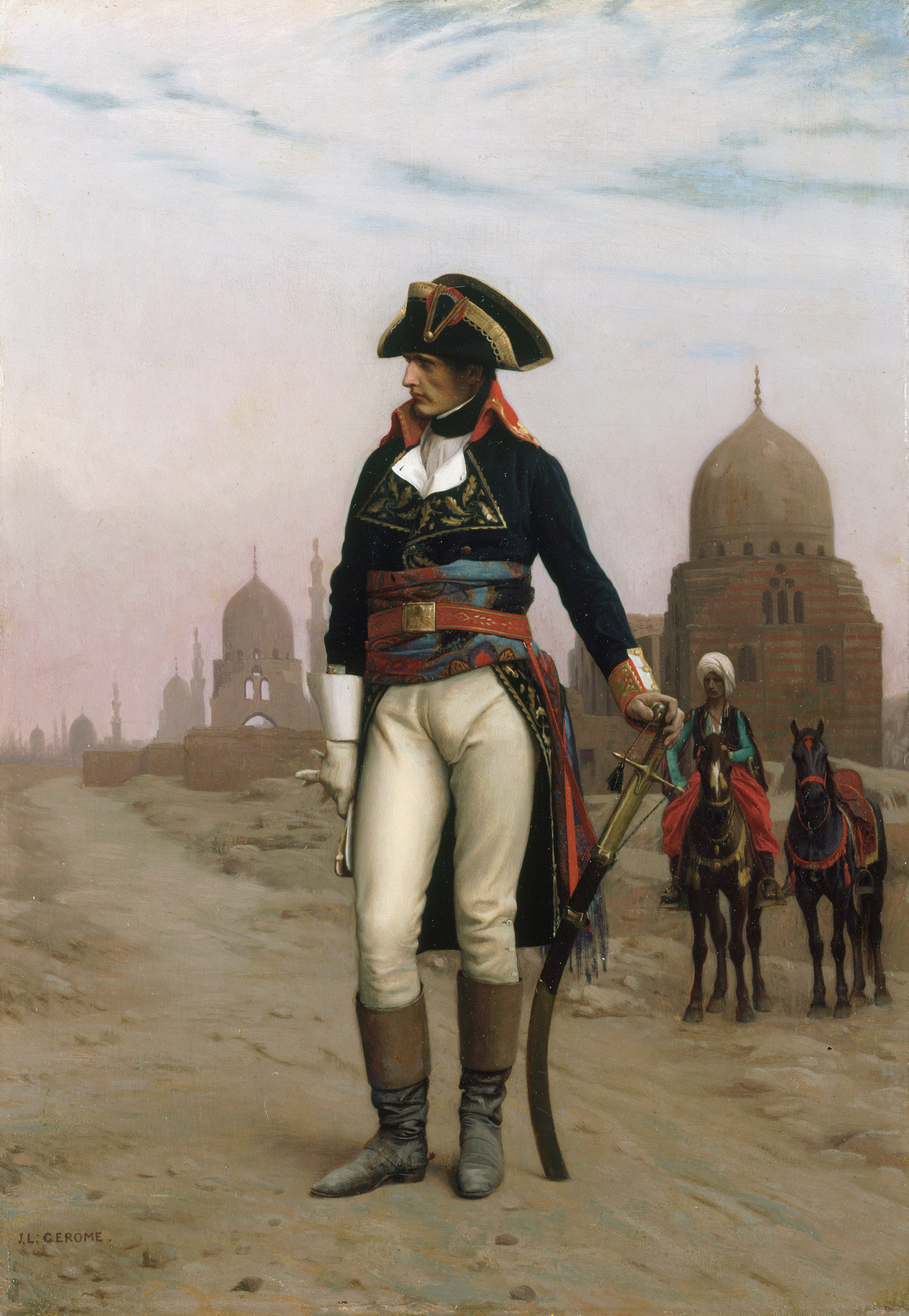
Картина Жан-Леона Жерома, "Наполеон в Египте", (около 1863 года), Художественный музей Принстонского университета

Во время Египетского похода 1798—1801 Наполеона французы столкнулись с мамлюками и познакомились с их вооружением, среди которого были сабли. В результате подобные сабли получили популярность во Франции, а в течение XIX века под французским влиянием распространились по всей Европе. Подобные сабли применялись в кавалерии, а также на флоте. После битвы при Ватерлоо они получают распространение в английской армии; в частности, в 1831 году подобные сабли там были введены для генералов. В 1825—1826 году сабли мамлюкского типа были введены у американских офицеров морской пехоты, где используются по сей день.

## Конструкция
Сабли снабжались крестовинами, типичными для Западной Азии и широко употреблявшимися на различных саблях ещё в XVI веке и раньше. Рукоять отличалась скруглённым набалдашником; рукояти подобной формы известны у турецких сабель с XVII века. В центре набалдашника было отверстие, служившее для крепления темляка. В некоторых случаях гарда могла соединяться с набалдашником цепочкой. Сабельные клинки отличались постоянным изгибом и отсутствием елмани; кривизна у разных образцов была весьма различной.